# Рекорди висоти сходження
В історії альпінізму відзначалися два типи рекордів висоти сходження. Власне світовий рекорд висоти сходження (англ. world altitude record) відмічав будь-яку точку на поверхні Землі з найбільшою висотою над рівнем моря, яку вдавалося досягти (незалежно від того, чи є ця точка вершиною якої-небудь гори або ні). А світовий рекорд висоти вершини (англ. world summit record) — вужче поняття — означав висоту над рівнем моря саме вершини гори, на яку вдавалося здійснити успішне сходження. Найчастіше ці терміни використовуються стосовно історії альпінізму в Гімалаях і Каракорумі, хоча, за даними сучасних досліджень, історично перші рекорди висоти сходження були встановлені в Андах, а завойовники Гімалаїв перевершили їх тільки в XX столітті.
У першій половині XX століття і рекорди висоти сходження, і рекорди висоти вершини постійно оновлювалися — до 29 травня 1953 року, коли було здійснено перше підтверджене успішне сходження на вершину Джомолунгми і встановлений абсолютний рекорд в обох номінаціях; перевершити його вже неможливо з огляду на відсутність на Землі вищих гір.

## XIX століття і раніше

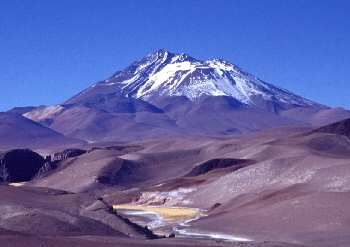
Вулкан Льюльяйльяко був підкорений інками задовго до того, як європейці почали свої сходження на найвищі вершини

Європейські географічні дослідження Гімалаїв почалися в XIX столітті; першими відомими людьми, що ступили в цей регіон, стали геодезисти — учасники Великого тригонометричного дослідження. У 1850-х і 1860-х роках вони, проводячи топозйомку, підкорили десятки піків вище 6100 м над рівнем моря, і декілька вершин, що перевищують 6400 м. За наявними відомостями, в ті часи це була найбільша висота над рівнем моря, на яку коли-небудь сходила людина.
Проте подальші археологічні дослідження показали неправильність таких уявлень. На вершині вулкану Льюльяйльяко, на висоті 6739 м над рівнем моря було виявлено муміфіковані тіла трьох дітей, що датуються приблизно 1500 р. н. е.: це виявилися жертвопринесення інків. Чи сходили древні інки на найвищі вершини Анд, достовірно невідомо: цьому немає прямих доказів. Але на вершинному гребені гори Аконкагуа був знайдений скелет гуанако. Навряд чи ця тварина могла сама зайти в таке місце: її явно привели туди люди, і не можна виключати, що першосходження на найвищу вершину Америки (6962 м н.р.м.) було здійснено не в 1897 році, а набагато раніше, ще в доколумбові часи.
В той же час, яки в Гімалаях були помічені на висоті до 6100 м над рівнем моря, а літня снігова лінія може доходити до 6500 м. Представляється цілком реальним, що місцеві жителі могли підніматися до цих висот у пошуках дичини на полюванні, а у пошуках нових торгових шляхів — ще вище. Але гімалайці не селилися на такій висоті, і ніщо не свідчить про те, що вони робили спроби сходжень на вершини своїх гір до приходу європейців.
Багато ранніх заяв про світові рекорди висоти сходження можна поставити під сумнів тому, що геодезичні і географічні дослідження важкодоступних високогірних місцевостей в ті часи були ще недостатніми; багато висот над рівнем моря було виміряно неточно або помилково, і було виправлено подальшими експедиціями. Наприклад, в 1862 році один «халасі» (індійський асистент Великого тригонометричного дослідження) піднявся на вершину гори Шілла — найвищу точку Гімачал-Прадеша. Тоді її виміряна висота над рівнем моря складала понад 7000 м, але це виявилося помилкою: нові виміри показали, що ця висота — 6111 м н.р.м. Через три роки Вільям Джонсон, який також брав участь у Великому тригонометричному дослідженні, заявив, що піднявся до висоти 7284 м над рівнем моря під час свого незаконного походу на територію Китаю — проте гора, яку він підкорив, виявилася заввишки лише 6710 м.

## Семитисячники

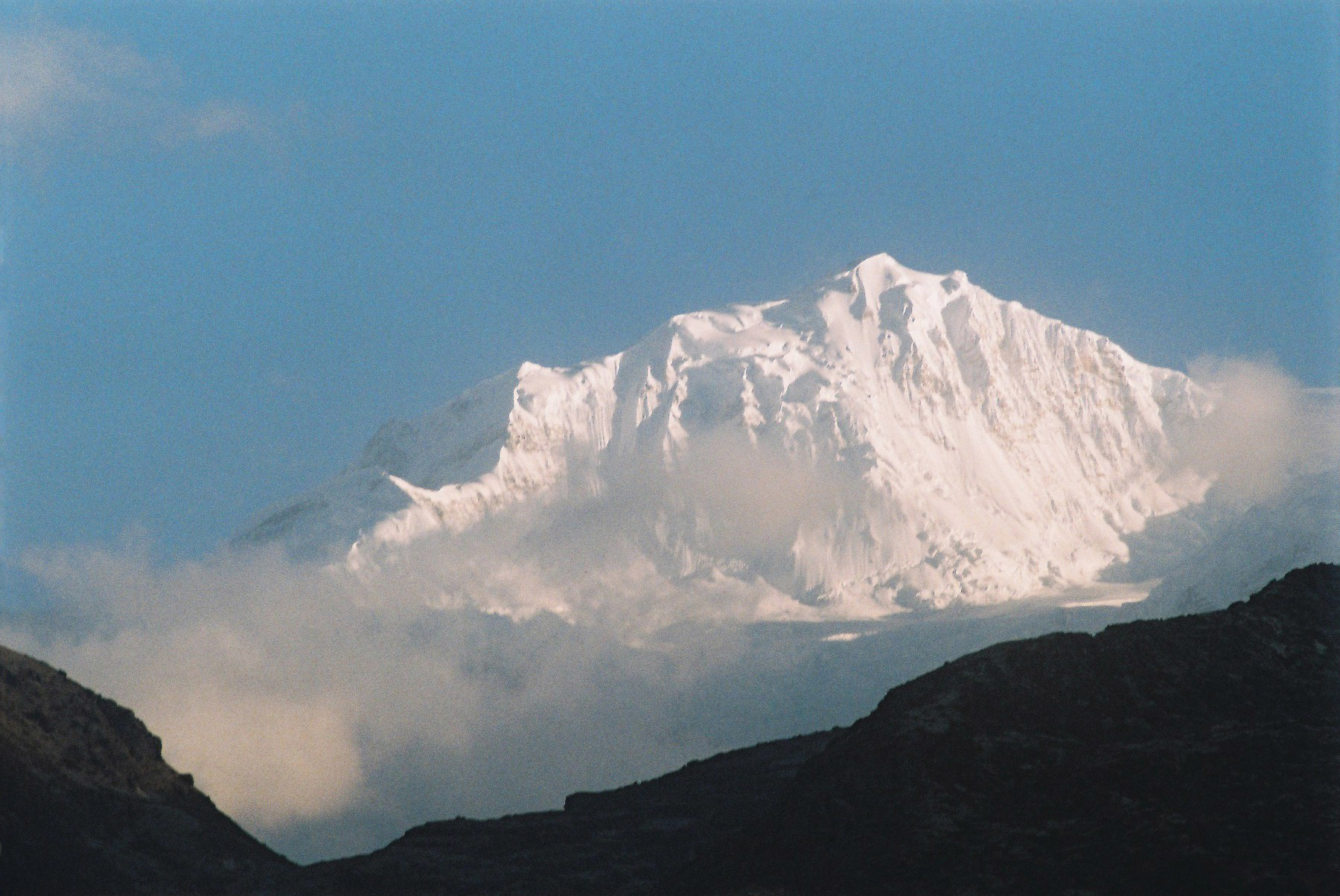
Можливо, Грем, Босс і Кауффманн в 1883 році не дійшли всього 9 м (по вертикалі) до вершини гори Кабру; якщо це так, то вони встановили рекорд висоти, що протримався 26 років.

Геодезисти сходили на вершини гір не заради самого сходження, а тому, що це допомагало проводити топозйомку великої території, що знаходиться в прямій видимості з вершин, перевалів і інших височин. Першими «чистими альпіністами» в Гімалаях в 1883 році стали англійський барристер Вільям Грем і двоє швейцарців: власник готелю Еміль Босс (Emil Boss) і гірський провідник Ульріх Кауффманн (Ulrich Kauffmann). Роком раніше Грем здійснив першосходження на Дент дю Гент, а Босс і Кауффман приблизно в той же час — на гору Кука (Аоракі)  в Новій Зеландії. Ці ж альпіністи заявляли про те, що їм вдалося зійти на Чангабанг (6864 м); а також майже піднялися на Дунагірі (була досягнута висота близько 6900 м н.р.м. і на східну вершину гори Кабру (7338 м; до вершини не дійшли близько 9 м по вертикалі) — але ці досягнення не безперечні. При тому немає підстав звинувачувати Грема, Босса та Кауффманна в умисному обмані — швидше за все, вони самі були введені в оману топографічними картами дуже низької якості, що були у них, по яких іноді важко було визначити, на яку гору насправді піднімаєшся. Також у них не було досить точних геодезичних інструментів для вимірювання висоти над рівнем моря і відносної висоти, тому першопроходці високих Гімалаїв могли визначати висоти на око або навіть видавати бажану висоту за дійсну. Зокрема, їхній опис Чангабанга настільки відрізнявся від реальної гори, що викликав сумнів майже відразу, а в 1955 році вже ніким не сприймався серйозно.
А сходження цієї ж команди на східну вершину Кабру було знехтуване не так швидко, тому що їхні описи видів на Джомолунгму, які відкриваються з тієї вершини, здавалися дуже переконливими. Проте, саме сходження було описане Гремом недостатньо чітко, а заявлена швидкість сходження і відсутність істотних проявів висотної хвороби говорять, швидше, про те, що замість Кабру вони насправді підкорили інший, менш високий пік в тих же місцях.
В той же час, в подальші роки ряд альпіністів — Дуглас Фрешфильд, Норман Колли, Эдмунд Гарвуд, Карл Рубенсон (Carl Rubenson), Том Лонгстафф і, пізніше, Уолт Ансуорт — підтримували заяви Грема, Боса і Кауффманна і вважали їх сходження реальними, а не цілком певні описи місцевості пояснювали тим, що якщо людина захоплена саме альпінізмом, а не науковими дослідженнями, то для нього важливіше потрапити на вершину, ніж зробити максимально точні виміри і написати детальний достовірний звіт. Нині, коли вже вдалося піднятися на вершину Джомолунгми без кисневих балонів за один день, висотні сходження Грема, Боса і Кауффманна представляються здійсненними.  В 2009 році в "Альпійському журналі" була опублікована палка стаття Віллі Бласера (Willy Blaser) і Гліна Хьюза (Glyn Hughes), в якій автори відстоювали дійсність тих перших гімалайських сходжень, а також стверджували, що критичне ставлення Грема і Боса до карт Гархвальских Гімалаїв привело до багаторічної ворожнечі.
Якщо Грем, Бос і Кауффманн насправді були на східній вершині Кабру в 1883 році — це стало найбільшим з їхніх альпіністських досягнень: світовий рекорд висоти сходження, який подальші двадцять шість років нікому не вдавалося перевершити.
Так або інакше, наступну заявку на такий світовий рекорд було зроблено через дев'ять років Мартіном Конвейєм у зв'язку з його експедицією в Каракорум в 1892 році. Спільно з Маттіасом Цурбріггеном і Чарльзом Брюсом, Конвей зробив спробу сходження на Балторо-Кангрі, і 25 серпня досяг неголовної вершини, яку він назвав Піонерським Піком (англ. Pioneer Peak). Барометр показав висоту в 22600 футів (6900 м), і Конвей округлив її до 23000 футів (понад 7000 м). Проте, за даними подальших, точніших вимірів, висота Піонерського Піку складає всього 6501 метр над рівнем моря.
14 січня 1897 року Матіас Цурбрігген здійснив перше задокументоване сходження на вершину Аконкагуа (6962 м). Якщо не враховувати спірні сходження Боса і Грема, це стало світовим рекордом — і висоти, і вершини.
Минуло ще декілька років, перш ніж рубіж в 7000 метрів над рівнем моря був достовірно здоланий. У липні 1905 року альпініст Том Джордж Лонгстафф, гірські провідники з Курмайора Генрі Брокерел і Алексіс Брокерел, а також шість місцевих носильників, зробили спробу сходження на пік Гурла-Мандхата. Дійти до вершини їм не вдалося, але досягнута висота над рівнем моря склала, за різними даними, від 7000 до 7300 метрів; це вище, ніж вершина Аконкагуа.
У 1907 році Лонгстафф з тими ж провідниками — братами Бокерел — повернувся в Гімалаї і очолив експедицію на Нандадеві, проте і тут не зміг дістатися до головної вершини через «кільце» гірських піків, що оточували її; замість цього 12 червня відбулося сходження на Трисул. Висота вершини цієї гори — 7120 м н.р.м. — вже була точно відома, і це сходження ніким не заперечувалося — таким чином, воно стало новим достовірним рекордом і висоти сходження, і висоти вершини.
Рекорд висоти сходження (але не вершини) був побитий через декілька місяців: 20 жовтня 1907 р., коли норвежці Карл Рубенсон і Монрад Аас (Monrad Aas) виявилися всього на 50 м нижче східної вершини Кабру (7338 м); відмітно, що Карл Рубенсон себе першосходжувачем не вважав і вірив, що Грем, Бос і Кауффманн побували на цій вершині на 24 роки раніше

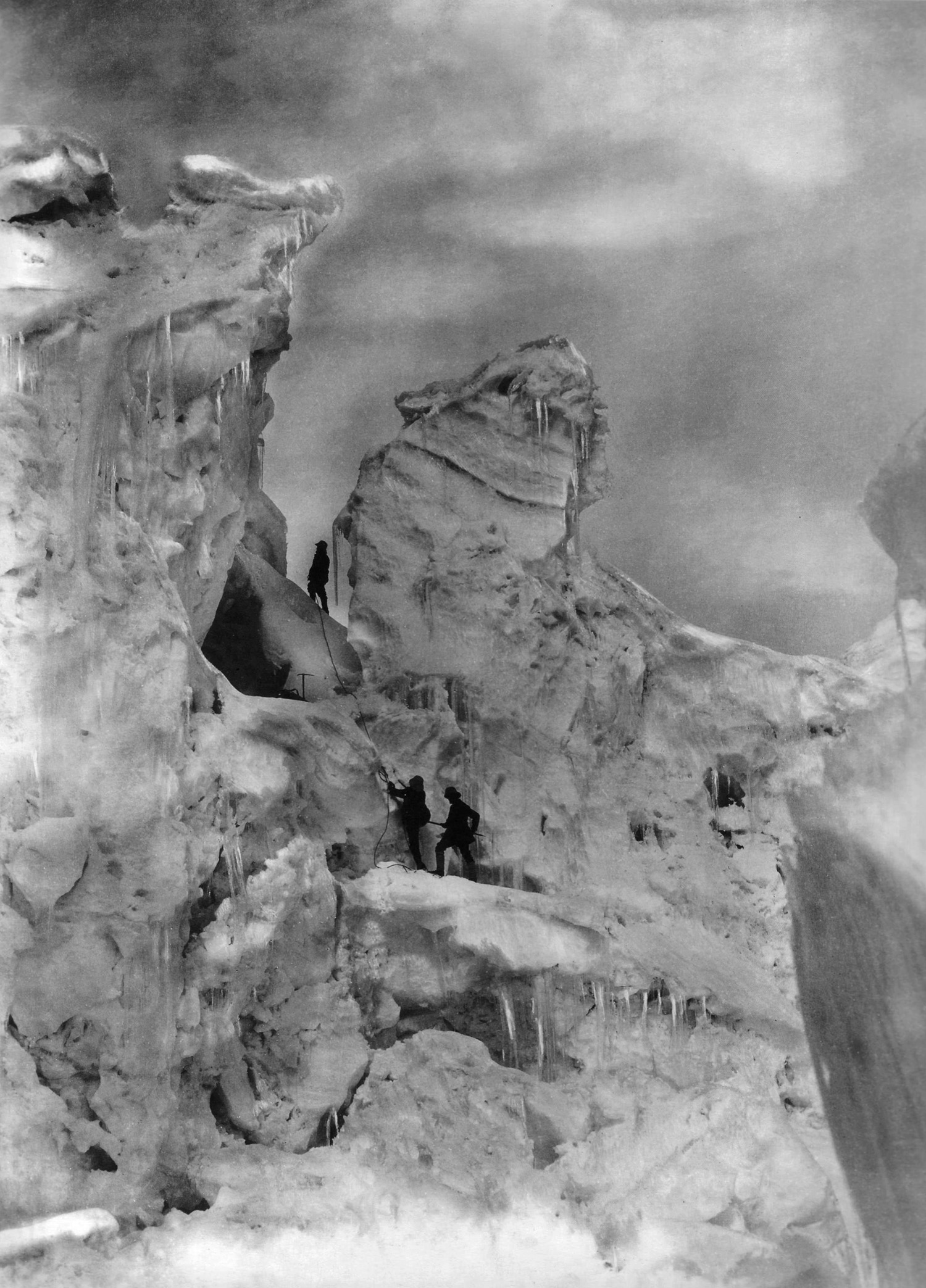
Луїджі Амедео і його провідники підіймаються на льодопад на горі Чоголіза.

Безперечний новий рекорд висоти сходження був поставлений в 1909 році експедицією Луїджі Амедео в Каракорумі. Після невдачі на К2 він зробив спробу підкорення Чоголізи, і на висоті близько 7500 м н.р.м. перервав сходження через слабку видимість, погодні умови, що погіршали, і загрозу обвалу снігового карниза.
А безперечний рекорд вершини (але не висоти) був поліпшений на 8 м 14 червня 1911 року О. М. Келласом з двома шерпами: Соні (Sony) і «братом шерпа Туні» (англ. Tuny's brother), коли вони здійснили першосходження на вершину Паугунрі (по сучасних вимірах, 7128 м н.р.м.), розташовану на кордоні Сіккіма і Тибета. Щоправда, до кінця XX століття висота цієї вершини була занижена і вважалася рівною 7065 м, і в результаті цей рекорд був визнаний тільки через декілька десятиліть після сходження.

## Британські експедиції на Джомолунгму
Світовий рекорд висоти сходження знову був перевищений тільки в ході ранніх британських експедицій на Джомолунгму. Так, у ході експедиції 1922 року він був побитий двічі. 20 травня Джордж Меллорі, Говард Сомервелл і Едвард Нортон піднялися на Північний гребінь Джомолунгми, і без використання балонного кисню досягли висоти 8170 м н.р.м., першими у світі переступивши восьмикілометровий рубіж. Через три дні Джордж Фінч і Джеффрі Брюс, з використанням кисневих балонів, піднялися тим же маршрутом ще вище: до 8320 м н.р.м., де кисневий прилад Брюса вийшов з ладу, і через це довелося перервати сходження.

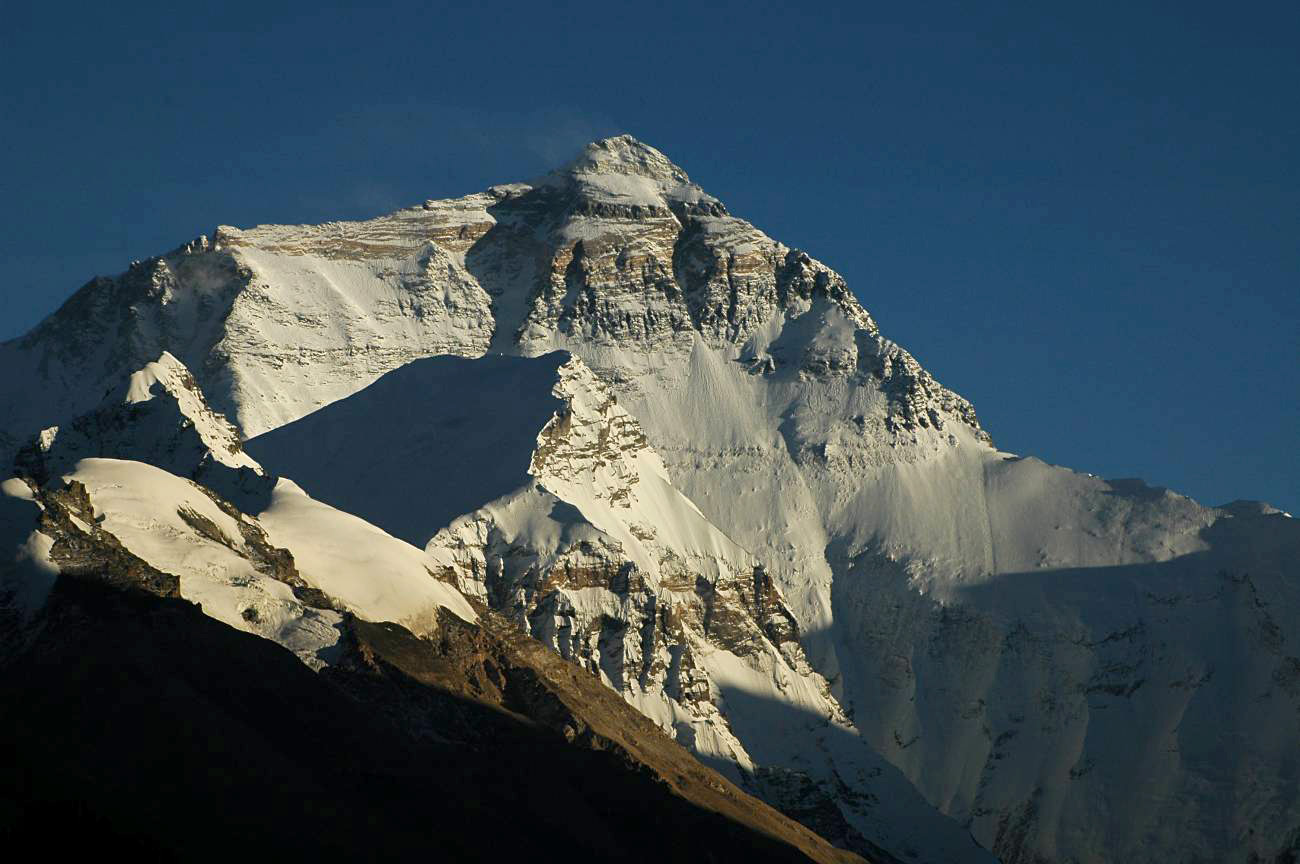
Північна стіна Джомолунгми, по якій пролягали маршрути британських експедицій в 20-х і 30-х роках XX століття

Наступна експедиція на Джомолунгму відбулася в 1924 році, і британці знову побили світовий рекорд висоти сходження. 4 червня Едвард Нортон піднявся Великим кулуаром до висоти 8570 м н.р.м.; його супутник Говард Сомервелл досяг трохи меншої висоти (без кисневих приладів) . Цей рекорд протримався багато років. З використанням кисневого приладу його достовірно вдалося перевершити тільки в 1950-х роках, а без кисневого приладу — тільки в 1978 році.
Через три дні Джордж Меллорі і Ендрю Ірвін зробили ще одну спробу сходження на вершину Джомолунгми, яка завершилася трагічно: альпіністи не повернулися в штурмовий табір і пропали безвісти. Можливо, одному з них або обом вдалося побити рекорд Нортона або навіть зійти на вершину — але це досі не вдалося достовірно з'ясувати (детальніше див. Пошуки Меллорі і Ірвіна).
У 1930-х роках відбулося ще декілька британських експедицій на Джомолунгму. В експедиції 1933 року дві групи сходження (спочатку Лоренс Вагер з Персі Він-Харрісом, потім Франк Сміт) дійшли до приблизно того ж місця, до якого дев'ятьма роками раніше піднявся Едвард Нортон, — але вище вже не змогли, і рекорд Нортона не поліпшили.

## Інші експедиції 1929-х— 1930-х років

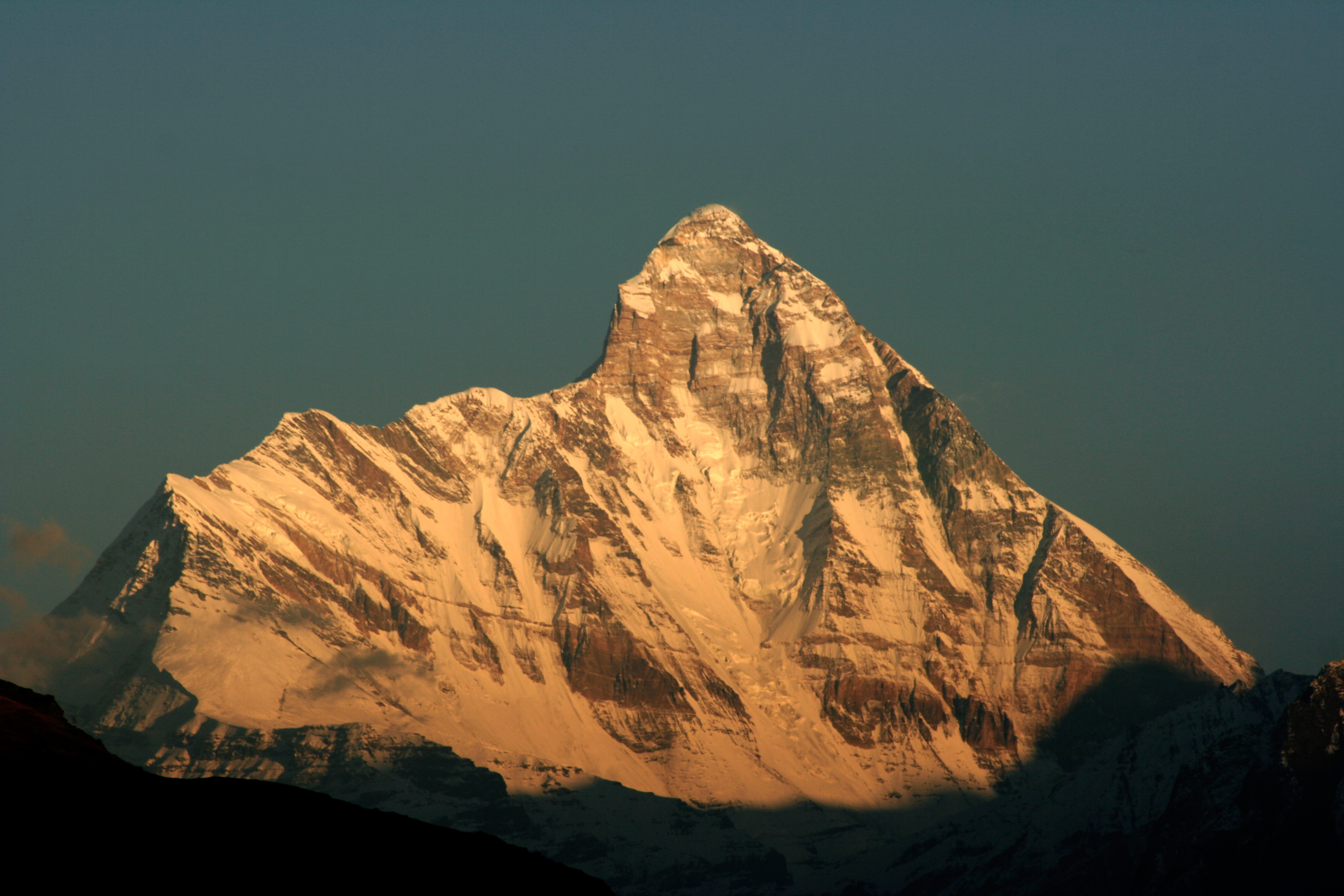
До Другої Світової війни, Нанда-Деві залишалася найвищою із скорених вершин.

Інші альпіністи також не змогли побити рекорд висоти сходження, встановлений Едвардом Нортоном, — аж до 1950-х років. Проте рекорд висоти вершини в той же час оновився чотири рази.
Вперше раз він був перекритий всього на 6 метрів, коли 15 вересня 1928 року німецькі альпіністи Карл Він і Ойген Альвайн разом з австрійським альпіністом і картографом Ервіном Шнайдером здійснили першосходження на Пік Леніна (тоді — Пік Кауфмана), досягнувши 7134 м н.р.м.
Вдруге світовий рекорд висоти вершини встановила в 1930 році міжнародна експедиція на Канченджангу під керівництвом Гюнтера Оскара Діренфурта. Залишивши спроби сходження на саму Канченджангу, після загибелі одного з шерпів, учасники тієї експедиції підкорили декілька сусідніх гірських піків. Найвищий з них, Джонгсонг (7420 м за сучасними даними, по тодішніх — 7462), був підкорений 3 червня Германом Херліном і Ервіном Шнайдером.
У наступному, 1931 році, відбулося сходження на більш високу вершину гори Камет — 7756 м н.р.м. Його здійснили 21 червня альпіністи Френк Сміт, Ерік Шиптон, Ромілі Холдсуорт і Лева Шерпа (Lewa Sherpa). Камет виявився першою вершиною вище 7500 м н.р.м., на яку вдалося зійти людині.
І востаннє перед Другою Світовою війною рекорд висоти скореної вершини був побитий 29 серпня 1936 року Білом Тілменом і Ноелом Оделлом, які зійшли на Нандадеві (7816 м).

## 1950-ті. Перший восьмитисячник і останній рекорд

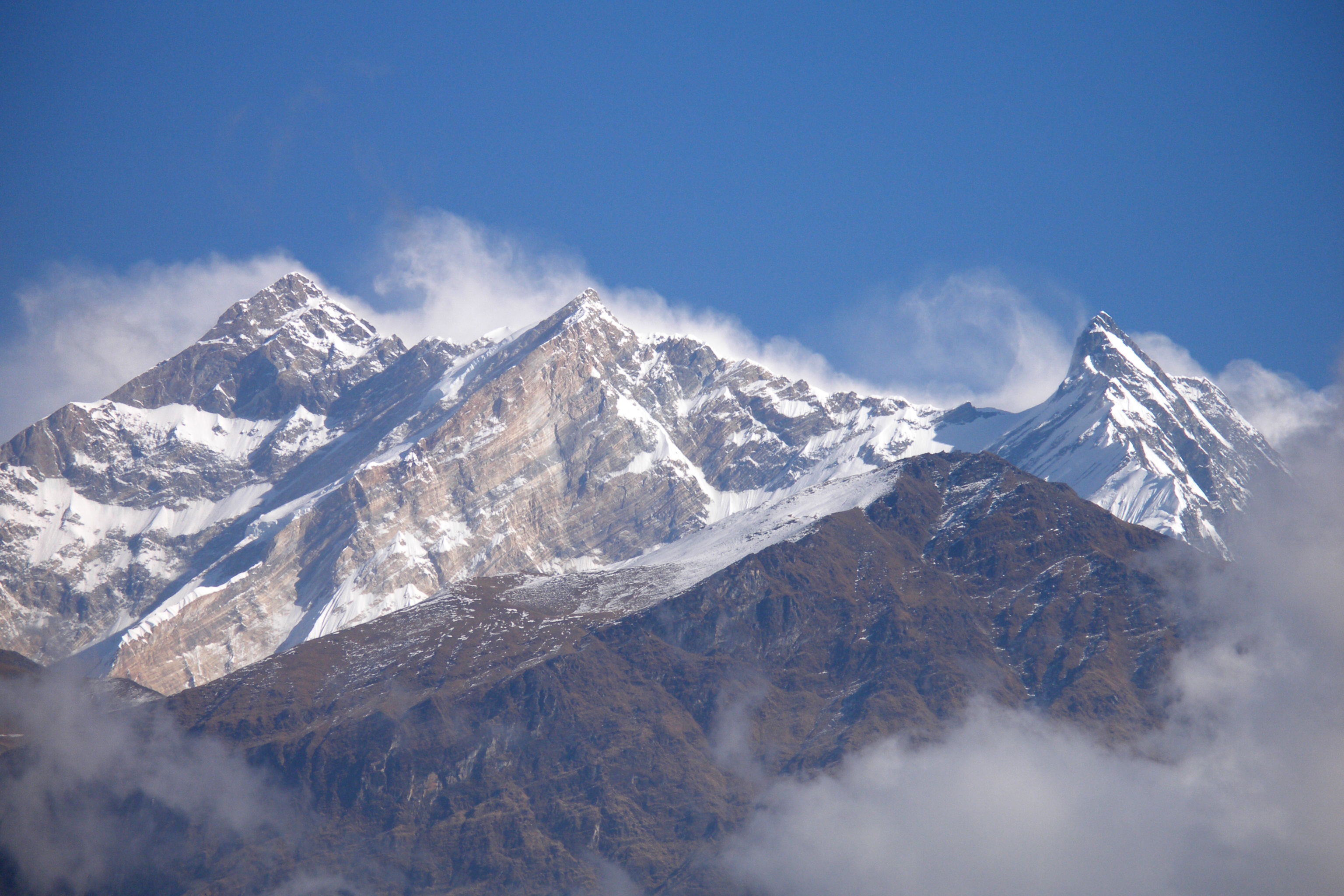
Аннапурна — перший підкорений восьмитисячник.

Після Другої Світової війни Непал, побоюючись китайської експансії, став шукати союзників на заході і відкрив свої кордони для іноземних туристів і альпіністів. Уперше стало можливим сходження на багато раніше заборонені гори, у тому числі сходження на Джомолунгму з південного боку. Незабаром почалася нова хвиля географічних досліджень і висотного альпінізму..
3 червня 1950 року французькі альпіністи Моріс Ерцог і Луї Лашеналь здійснили першосходження на найвищу вершину Аннапурни (8091 м), встановивши новий рекорд висоти скореної вершини. Крім того, Аннапурна I стала першим восьмитисячником, на вершину якого ступила людина. Альпіністи повернулися живими, але отримали сильне відмороження рук і ніг, що привело до втрати частини пальців.

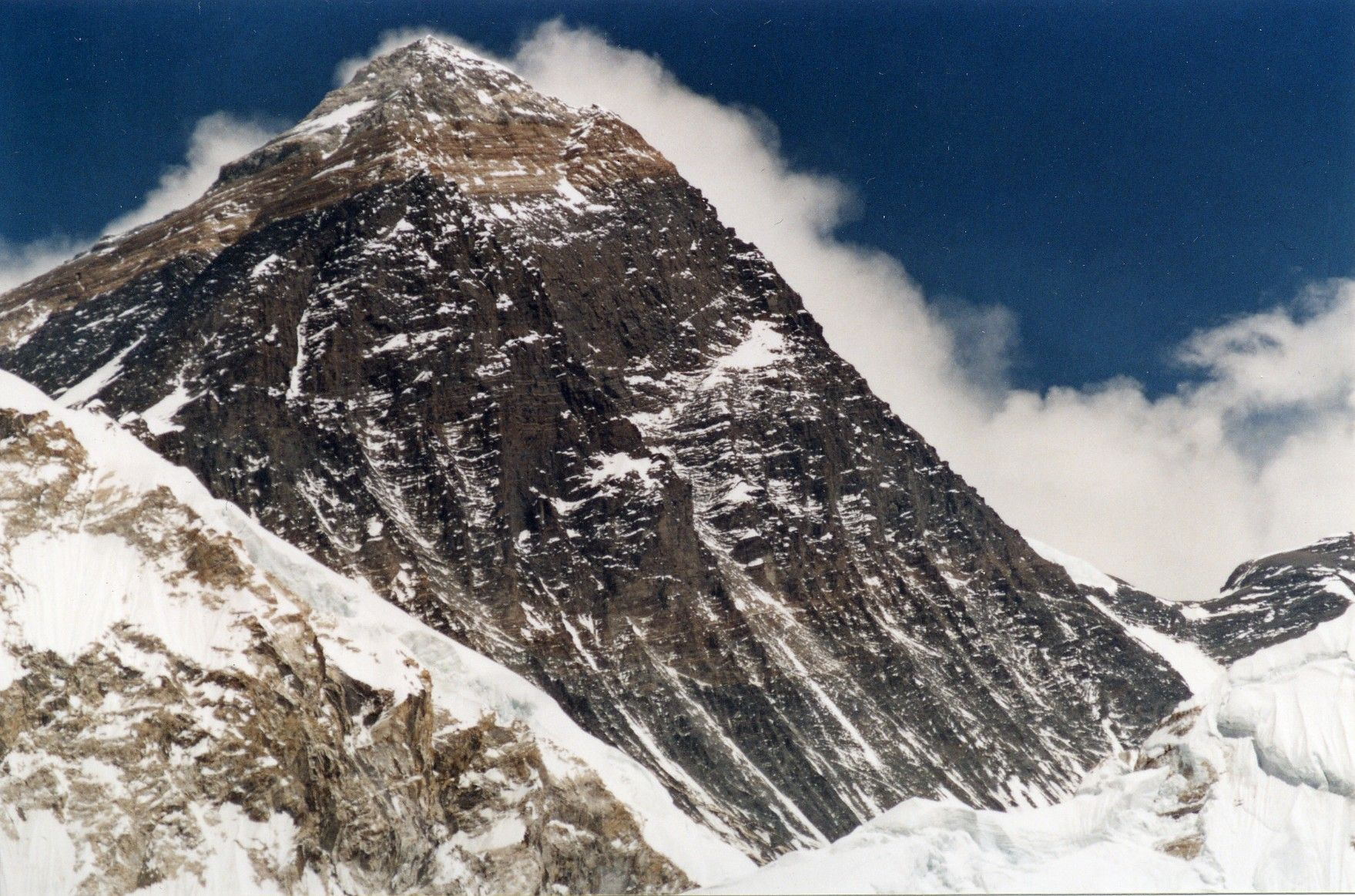
Верхні схили Джомолунгми. Південно-східний гребінь, по якому пролягали маршрути експедицій 1950-х років, — справа на горизонті. Нижче і правіше за головну вершину — південна вершина, пройдена незадовго до головної.

Нову спробу сходження на вершину Джомолунгми зробила швейцарська експедиція в 1952 році. Вище за усіх піднялися учасники експедиції Раймон Ламбер і Тенцінг Норгей, які 26 травня дійшли до точки, що лежить приблизно на 200 метрів нижче Південної вершини Джомолунгми, — і перервали сходження, зрозумівши, що їм не вдасться дійти до вершини і назад протягом світлового дня. Досягнута ними висота — приблизно 8600 м н.р.м. — ненабагато, але перекрила рекорд Едварда Нортона, встановлений в 1924 році. Швейцарці зробили ще декілька спроб сходження в травні, а потім і восени 1952 року (після закінчення сезону мусонів) — але їм так і не вдалося ні зійти на вершину, ні навіть перевершити досягнення Ламбера і Норгея.
Джомолунгма була підкорена в наступному, 1953 році. 26 травня Том Бурдийон і Чарльз Еванс досягли Південної вершини (8760 м), що стало рекордом і висоти сходження, і висоти вершини (якщо враховувати неголовні вершини теж). Втім, цей рекорд протримався лише три дні.
29 травня 1953 року Едмунд Гіларі і Тенцінг Норгей встановили абсолютний світовий рекорд, зійшовши на головну вершину Джомолунгми (8848 м н.р.м.). Побити цей рекорд, залишаючись на Землі, вже неможливо — вершина Джомолунгми є найвищою точкою поверхні планети. Втім, і ця точка може ще дещо піднятися над рівнем моря — через збільшення товщини снігового покриву і геологічного підняття Гімалаїв; в результаті подальші сходжувачі на Джомолунгму можуть виявитися вище, ніж першосходжувачі — але трохи.

## Рекорди жінок-альпіністів

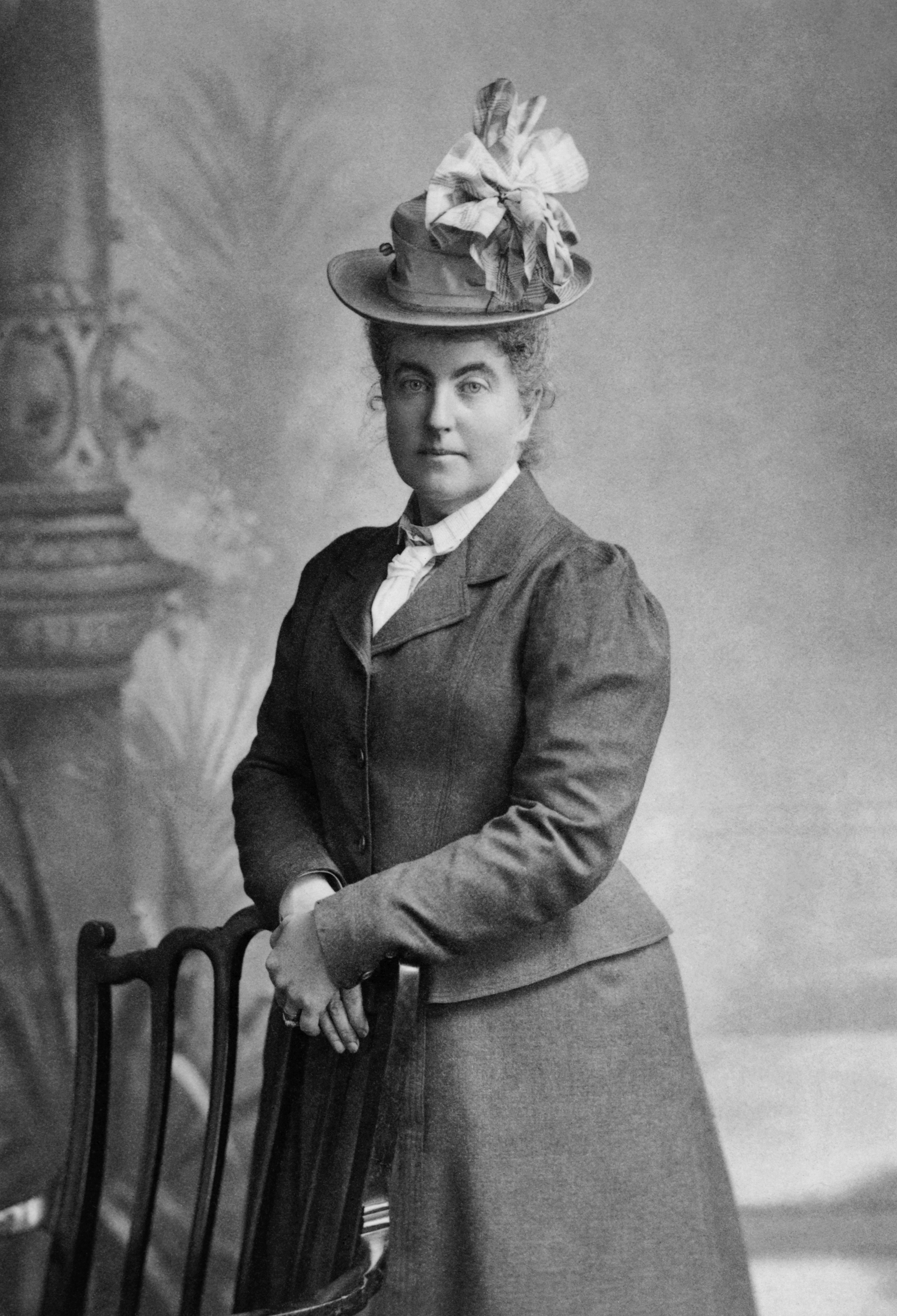
Фані Буллок Уоркмен

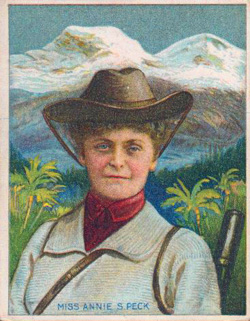
AnnieSmithPeckTradingCard

Ще на початку XX століття жінки-альпіністи були великою рідкістю, і жіночі рекорди висоти сходження відставали від чоловічих. Першою альпіністкою в Каракорумі, була Фані Буллок Уоркмен, що здійснила там безліч сходжень, включаючи сходження в 1906 році на Пік Піннакль (англ. Pinnacle Peak) — неголовну вершину гірського масиву Нункун, 6930 м н.р.м..
Спочатку вважалося, що рекорд Фані Уоркмен був побитий іншою альпіністкою — Енні Сміт Пік, яка в 1908 році побувала на піку Уаскаран-Норте — північній вершині гори Уаскаран, чию висоту над рівнем моря Ені Пік вважала більшою, ніж висоту Піку Піннакль. Суперечка між альпіністками щодо рекорду стала публічним скандалом, який закінчився тим, що Фані Уоркмен найняла команду геодезистів для точного виміру висоти Уаскаран-Норте. Ця висота виявилася 6648 метрів — майже на 600 метрів нижче, ніж вважала Ені Пек.
У 1934 році Хетті Дюренфурт (англ. Hettie Dhyrenfurth) стала першою альпіністкою, що піднялася вище 7000 метрів над рівнем моря при сходженні на Сіа Кангри (7442 м). Цей жіночий рекорд висоти сходження протримався 40 років. Тільки у 1954 році француженка Клод Коган досягла висоти приблизно 7600 метрів на Чо-Ойю. А наступного року перша повністю жіноча альпіністська експедиція прибула в Гімалаї і здійснила першосходження на Пік Гялген (англ. Gyalgen Peak), 6700 м н.р.м.
Першими альпіністками, які узяли восьмитисячний рубіж висоти, в 1974 році стали японки Масако Ючіда (Masako Uchida), Мієко Морі (Mieko Mori) і Наоко Макасеко (Naoko Makaseko), що підкорили головну вершину гори Манаслу (8156 м). А через рік інша японська альпіністка — Дзюнко Табеї — остаточно перевершила усіх, ставши першою у світі жінкою, що ступила на вершину Джомолунгми. Це сталося 16 травня 1975 року.
Були ще випадки, коли жінка здійснювала перше сходження на вершину. Рекорд висоти першосходження належить польським альпіністкам Ванді Руткевич і Елісон Чедвік-Онишкевич, які, разом з двома альпіністами-чоловіками, першими ступили на вершину Гашербрум III (7952 м) в серпні 1975 року.